# Noémie Étienne
Noémie Étienne  (* 1981):130  ist eine Schweizer Kunsthistorikerin und seit 2023 Professorin für Cultural Heritage an der Universität Wien.

## Leben
Noémie Étienne studierte Kunstgeschichte an der Universität Genf. Als Assistentin hatte sie Anstellungen an der Universität Genf (2005–2011) sowie der Universität Zürich (2013). 2011 wurde sie an der Universität Genf und an der Université Paris 1 Panthéon-Sorbonne promoviert. 2012 erhielt sie ein SNF-Postdoc-Stipendium und war visiting scholar an der New York University. Zwischen 2013 und 2015 war sie Andrew W. Mellon Postdoctoral Fellow an der New York University Institute of Fine Arts, zwischen 2015 und 2016 postdoctoral fellow am Getty Research Institute in Los Angeles. Die Habilitation erfolgte 2017 an der Universität Bern.
2018 war sie Gastprofessorin an der Université Paris 1 Panthéon-Sorbonne, 2018–2019 Gastlektorin an der Universität Bielefeld. 2019 war sie Guest Fellow am Kunsthistorischen Institut in Florenz. 2020 erhielt sie ein Fellowship am Internationalen Kolleg für Kulturtechnikforschung und Medienphilosophie der Bauhaus-Universität Weimar.
2020 führte Noémie Étienne ein Forschungsprojekt über das Exotische in Europa zwischen 1600 und 1800 und arbeitete an einem neuen Buchprojekt mit Yaëlle Biro. Weiters war sie von 2018 bis 2022 SNF-Förderprofessorin am Institut für Kunstgeschichte der Universität Bern.
2023 erhielt sie einen ERC-Consolidation-Grant für die "Konservierung (im)materieller Kultur vom 16. bis zum 21. Jahrhundert auf globaler Ebene" und trat im Jänner 2023 die Brückenprofessur für Cultural Heritage am "Fakultätszentrum für transdisziplinäre historisch-kulturwissenschaftliche Studien" der Universität Wien an. Neben der Forschungstätigkeit unterrichtet sie am Institut für Kunstgeschichte.
Gemeinsam mit Meredith Martin und Hannah Williams ist sie Gründungsmitglied von Journal18, einer Fachzeitschrift zu Kunst und Kultur im 18. Jahrhundert.

## Werke (Auswahl)

### Monografien
- Les autres et les ancêtres. Les dioramas de Franz Boas et Arthur C. Parker à New York, 1900. Les Presses du Réel 2020, ISBN 978-2-37896-049-0[13]
- The Restoration of Paintings in Paris, 1750–1815, Practice, Discourse, Materiality. Getty Publications, 2017, ISBN 978-1-60606-516-7[14]
- La restauration des peintures à Paris. Pratiques et discours sur la matérialité des œuvres d’art, 1750–1815. Presses Universitaires de Rennes, 2017. ISBN 978-2-7535-2059-2[15]

### Als Herausgeberin
- Exotic Switzerland? Looking Outward in the Age of Enlightenment, Diaphanes, 2020. ISBN 978-3-0358-0227-6
- L’art du diorama (1700–2000), in der Reihe Culture&Musées, Nummer 32, Dezember 2018 (Herausgeberin mit Nadia Radwan). doi:10.4000/culturemusees.2197
- Things between Worlds. Creating Exoticism and Authenticity in the West, from the 19th Century to the Present, guest editor, Material Culture Review, Cap Breton, 2014.
- À Bras le Corps. Image, matérialité et devenir des corps, Paris, Presses du Réel, 2013 (Herausgeberin mit Agnès Vannouvong). ISBN 978-2-84066-510-6[16]
- L'Histoire à l'atelier. Restaurer les œuvres d'art (XVIIIe–XXIe siècles), Lyon, Presses universitaires de Lyon, 2012 (Herausgeberin mit Léonie Hénaut). ISBN 978-2-7297-0854-2[17]